# ریوسوکه سنو
ریوسوکه سنو (انگلیسی: Ryusuke Senoo؛ زادهٔ ۲۰ فوریهٔ ۱۹۸۶) بازیکن فوتبال اهل ژاپن است.